# Северен Хорасан
Северен Хорасан (на персийски: خراسان شمالی Хорасан-е Шомали) е един от останите (провинции) в Иран. Намира се в североизточната част на страната и заема площ 28 434 km2. Населението наброява около 800 000 души, 51,5% от които живеят в градовете на остана. Етническият състав е разнообразен. Най-голям е процентът на кюрдите, следван от персийците и тюркоезичните групи. Административният център на провинцията е град Боджнурд.

## История
Провинция Северен Хорасан е една от трите самостоятелни административни единици, учредени след разделянето на остан Хорасан през 2004 г.
Северен Хорасан се намира на територията на историческата област Велик Хорасан, част от империята на Сасанидите. Подобно на другите територии на древна Персия провинцията е завладяна през 7 век от араби, за кратко през 9 и 10 век е под управление на ирански династии, през 11 век е завоювана от Селджуките. Територията на Хорасан претърпява нашествия на ордите на Чингис хан, на узбекските и афганските племена. През епохата на Каджарите (18– 20 век) се установяват границите на иранската провинция Хорасан, най-голямата в страната до разделянето ѝ на три остана – Северен Хорасан, Разави Хорасан и Южен Хорасан.

## Административно деление
Всеки остан в Иран се дели на шахрестани, които състоят от бахши, те на свой ред съдържат най-малките административни единици – дехестани. Административният център на шахрестан е град, който носи името на шахрестана. Северен Хорасан е разделен на 8 шахрестана. Административният център на провинцията е град Боджнурд.
| Карта на Северен Хорасан | Шахрестан | Население | Градове | Бахш/Дехестан |
| ------------------------ | --------- | --------- | ------- | ------------- |
|                          |           |           |         |               |
| Мане и Самлаган          | 103 944   | 3         | 3/6     |               |
| Есфарайен                | 127 256   | 2         | 2/7     |               |
| Боджнурд                 | 365 896   | 2         | 2/5     |               |
| Джаджарм                 | 36 898    | 3         | 3/6     |               |
| Ширван                   | 157 014   | 2         | 3/8     |               |
| Фарудж                   | 52 364    | 2         | 2/4     |               |
| Гарме                    | 24 599    | 3         | 2/2     |               |
| Раз и Джаргалан          | 59 034    | 1         | 3/6     |               |

Раз и Джаргалан е бивш бахш на шахрестан Боджнурд. Получава статут на шахрестан през 2013 г. Намира се на север и граничи с шахрестаните Боджнурд и Мане и Самлаган.

## География
Остан Северен Хорасан е разположен в североизточен Иран и заема територия с площ 28 434 km2. На север граничи с Туркменистан, на юг и югоизток с остан Разави Хорасан, на запад с остан Голестан, на югозапад с остан Семнан.
Географски Северен Хорасан се дели на планинска и равнинна част. Включва две големи планински вериги: Аладаг на юг, който се свързва на запад с планините Алборз, и Копетдаг на север, който е естествената границата с Туркменистан. Най-високата точка на остана е връх Шах Джахан в планините Аладаг – 3051 m. Най-ниската точка е на 400 m надморско равнище в долината на река Атрак на границата с Туркменистан. Средното надморско равнище е 1326 m.
Климатичните условия на остана са разнообразни. В северните райони на шахрестан Боджнурд и западните части на шахрестан Мане и Самлаган климатът е достатъчно влажен, за да има горски масиви. В централните райони на остана климатът е умерен. В южната и югозападната част на шахрестан Джаджарм климатът е пустинен.
Годишната сума на валежите варира от 130 до 500 милиметра за различните области на провинцията. Повечето валежи са през зимата, като максимумът е през месец фарвардин (21 март – 20 април). Най-малко валежи има през месец мордад (23 юли – 22 август).
Средната температура варира между 8 и 13 °C, по-висока в южните територии на остана. Средната за остана максимална температура е 24,4 °C, като най-топлият месец на годината е тир (22 юни – 22 юли). Средната минимална температура е 1,4 °C, най-студеният месец е бахман (21 януари – 19 февруари).
Природата на Северен Хорасан е с богата фауна и флора и за тяхното запазване има няколко защитени територии. Те са обитавани от планински кози, сърни, диви прасета, белки, диви котки, леопарди и други животни. Природните паркове са хабитати на различни видове птици.

## Население
| Етнически групи в Северен Хорасан | Етнически групи в Северен Хорасан | Етнически групи в Северен Хорасан | Етнически групи в Северен Хорасан | Етнически групи в Северен Хорасан |
| --------------------------------- | --------------------------------- | --------------------------------- | --------------------------------- | --------------------------------- |
| Етнос                             |                                   |                                   | Проценти                          |                                   |
| Кюрди                             | Кюрди                             |                                   | 46.1%                             | 46.1%                             |
| Персийци                          | Персийци                          |                                   | 27.8%                             | 27.8%                             |
| Тюрки                             | Тюрки                             |                                   | 20.6%                             | 20.6%                             |
| Други                             | Други                             |                                   | 5.5%                              | 5.5%                              |

Съгласно националното преброяване през 2011 г. населението на провинцията е 867 727 души, от които 446 872 души живеят в градовете, 67,6% са на възраст между 15 и 64 години, 5,3% са над 65 години и 27,0% са под 15 години. Средният годишен прираст на населението е 1,35%, плътността е 31 души/km2.
Етническият състав на Северен Хорасан е един от най-разообразните в Иран. Тук живеят големи групи кюрди, персийци и тюрки. Освен тях в провинцията има туркмени (3,3%), като в Иран представителите на тази народност се наричат северни иранци (шомали). Персийците са коренното население. Тюркоезичните народи се появяват на тези територии през 11 век. Кюрдските племена се преселват от западния Иран през 16 и 17 век при управление на династията на Сефевидите, за да защитават северните граници на Персия от нашествието на узбекски и туркменски племена.
В провинцията живеят мюсюлмани шиити и сунити. Около 80% от населението на Северен Хорасан е грамотно (възрастова група над 6 г.).

## Икономика
На територията на Северен Хорасан има редица преприятия на тежка и лека промишленост. В град Боджнурд се намират нефтопреработващ комбинат, завод за производство на цемент, предприятие за производство на пластмаси. В Есферайен има металургичен комбинат. Заводи за производство на тръби има в Боджнурд и Есферайен. В провинцията е развита текстилна, кожена и хранително-вкусова промишленост. На нейната територията се добиват алуминиеви руди, бентонит, барит, декоративни камъни и др.

## Образование
- Университет Боджнурд Архив на оригинала от 2016-11-19 в Wayback Machine.
- Свободен Исламски Университет, Боджнурд
- Институт за Висше Образование Ешраг, Боджнурд
- Свободен Исламски Университет, Шираван
- Институт за Висше Образование Хакиман, Боджнурд
- Медицински Университет на Северен Хорасан North Khorasan, Боджнурд[неработеща препратка]

## Забележителности
Северен Хорасан е богат на природни и исторически забележителности. В остана се намират минерални извори, пещери, защитени територии и резервати. Запазилите се старини са основно от епохата на Каджарите. В списъка на Организацията за културното наследство на Иран са вписани следните забележителности на остана:
- Археологически старини Тепе Пахлаван, около Джаджарм
- Дворци Джалал-дин, Хасанабад, Гайсар, Солак, Фагатдеж
- Наскални рисунки от бронзовата ера, на 10 km от Джаджарм
- Защитени територии Сари Гол, Салуг
- Минерални извори Беш Гардаш, Баба Аман, Аюб
- Пещери Норширван, Ебадатга, Бидаг, Конегарм, Коджекух, Армадлу и Сейед Садег
- Мавзолей на Баба Тавакол
- Храм на Султан Сейед Абас
- Гробница на шейх Али Есфарайени
- Огледална къща Мофахам в Боджнурд
- Кирпичен град близо до град Есфарайен